# سماوي فاتح
السماوي الفاتح (بالإنجليزية: Light Sky Blue)‏ هو أحد تدرجات اللون الأزرق السماوي.